# Crocidura tenuis
Crocidura tenuis är en däggdjursart som först beskrevs av Müller 1840.  Crocidura tenuis ingår i släktet Crocidura och familjen näbbmöss. IUCN kategoriserar arten globalt som otillräckligt studerad. Inga underarter finns listade i Catalogue of Life.
Denna näbbmus förekommer på ön Timor. Utbredningsområdet ligger 200 till 3000 meter över havet. Arten lever i ursprungliga fuktiga skogar.